# Cinquanta-u
El cinquanta-u és un nombre natural que segueix el cinquanta i precedeix el cinquanta-dos. S'escriu 51 o LI segons el sistema de numeració emprat.
Ocurrències del cinquanta-u:
- Designa l'any 51 i el 51 aC
- És el codi telefònic internacional del Perú.
- És el nombre atòmic de l'antimoni.